# 美因施托克海姆
美因施托克海姆是德国巴伐利亚州的一个市镇。总面积8.52平方公里，总人口1873人，其中男性943人，女性930人（2011年12月31日），人口密度220人/平方公里。